# Fairburn (Yorkshire du Nord)
Pour les articles homonymes, voir Fairburn.
Fairburn est un village et une paroisse civile du Yorkshire du Nord, en Angleterre.